# Aljaz Bedene
Aljaž Bedene (nascido em 18 de julho de 1989) é um tenista profissional esloveno. Naturalizou-se britânico e jogou com essa nacionalidade, de 2015 a 2017, mas retornou à eslovena em 2018.
Bedene conquistou cinco torneios Futures e 14 Challengers de simples. Em duplas, venceu um Challenger e 2 Futures. Seu maior ranking é o nº 43 em simples (19/02/2018) e 127º em duplas (07/10/2013).
Defendeu as cores da Eslovênia quando se profissionalizou, em 2008. Em 31 de março de 2015, recebeu a cidadania do Reino Unido - e estreou com ela no ATP de Miami, mas a Federação Internacional de Tênis rejeitou o pedido de representar o país na Copa Davis, onde ele disputado três confrontos pela Eslovênia. Após vários recursos perdidos, Bedene retornou à representação nacional original, no início da temporada de 2018.

## Carreira
Em 2015, foi vice-campeão do ATP 250 de Chennai, na Índia, perdendo na decisão para o suíço Stanislas Wawrinka pelo placar de 2 sets a 0, com parciais de 6/3 e 6/4.

## Finais

### Circuito ATP

#### Simples: 4 (4 vices)
1. Setembro de 2019, ATP de Metz: perdeu para  Jo-Wilfried Tsonga por 7–64, 46–7, 3–6;
2. Fevereiro de 2018, ATP de Buenos Aires: perdeu para  Dominic Thiem por 2–6, 4–6;
3. Abril de 2017, ATP de Budapeste: perdeu para  Lucas Pouille por 3–6, 1–6;
4. Janeiro de 2015, ATP de Chenai: perdeu para  Stan Wawrinka por 4–6, 3–6.